# لحم خيل

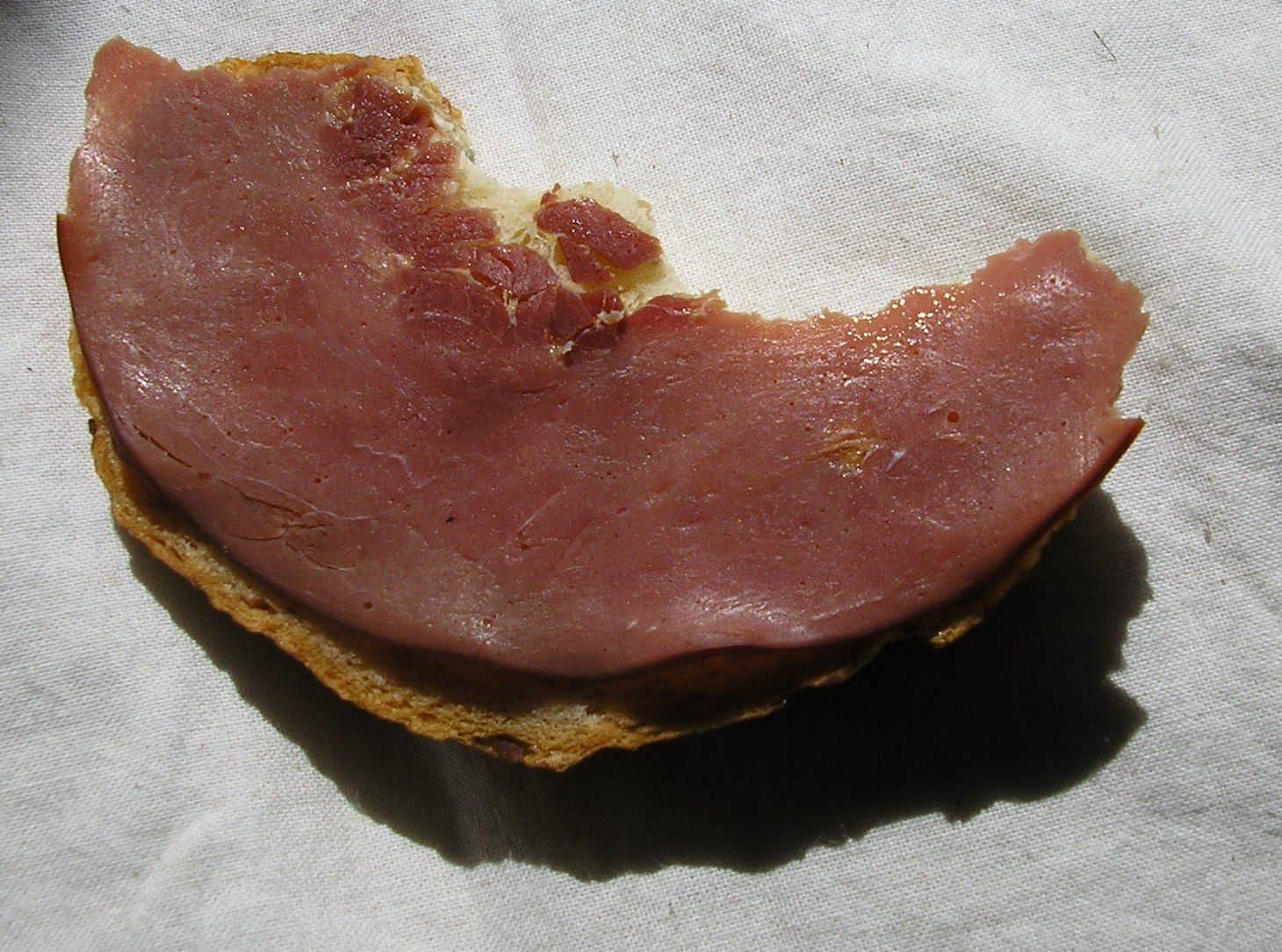
لحم الخيل

لحم الخيل من أنواع اللحوم، يؤخذ من الخيول، يتميز بلونه الأحمر الداكن أو المائل إلى السواد وتنعكس من سطحه لمعة زرقاء إذا عرض للهواء، ويسود لونه إذا عرض سطحه مدة من الزمن للأرض ويتميز لحم الخيل بنعومة خيوطه ودقتها وكثر ما يخالطها من النسيج الضام والصفاقات (fascia)، ويتميز برائحتهِ غير المقبولة والقريبة من رائحة الزرائب.
عند طبخ لحم الخيل تتكون كمية كبيرة من الدهن الزيتي فوق سطح الماء ويلاحظ عدم اختلاط المواد الدهنية بالفضلات، أما دهن الخيل فإنه لين سطحه مندى بمادة زيتية ولونه ذهبي فاتح إلى أصفر غامق ولكنه أبيض اللون في الخيول المعلوفة. ومن مميزات لحم الخيل احتواؤه على كمية كبيرة من الجليكوجين نسبتها من 0.373 - 1,072% والذي يتحول إلى جلوكوز إذا ترك اللحم مدة من الزمن.
ولقد قالت أسماء بنت أبي بكر: نحرنا على عهد رسول الله فرساً فأكلناه.